# Publicystyka

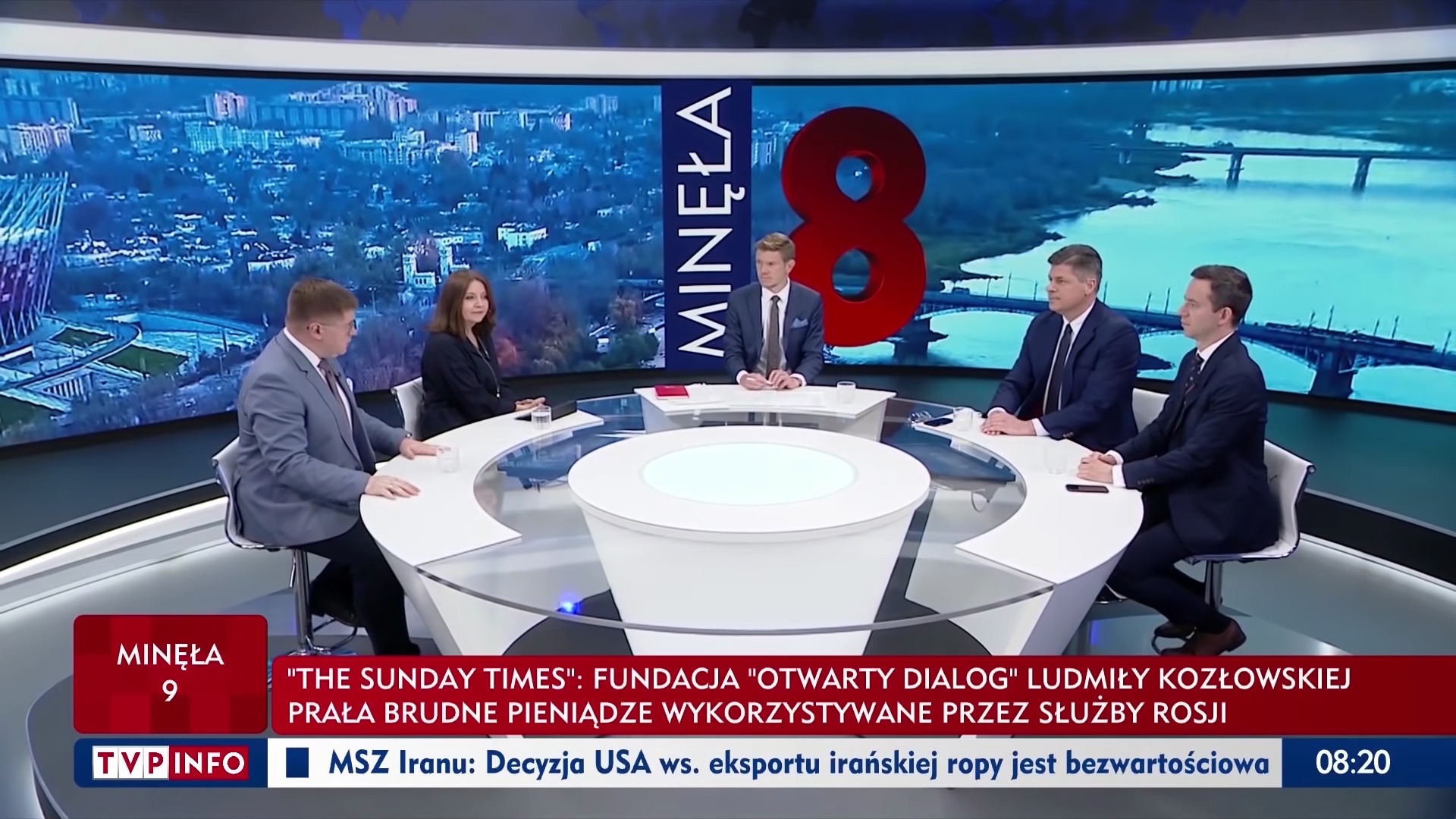
Telewizyjny program publicystyczny (TVP Info)

Publicystyka – subiektywne gatunki wypowiedzi w środkach komunikacji społecznej (prasa, radio, telewizja, internet, książka, wydawnictwa jednorazowe) na publicznie interesujące w danym momencie tematy. Typowe rodzaje publicystyki:
- pozaprasowa (traktaty, rozprawy, pisma ulotne);
- prasowa (artykuły, felietony, reportaże);
- radiowa, telewizyjna i filmowa.

Wypowiedź publicystyczna interpretuje i ocenia fakty z przyjętego przez autora punktu widzenia, celem jej jest zaś wpływ na opinię publiczną. Dzieje publicystyki sięgają początków piśmiennictwa (retoryka rzymska), a szerokie jej rozpowszechnienie i masowość oddziaływania umożliwił najpierw wynalazek druku, potem radia, telewizji i wreszcie Internetu.
Ze względu na temat wypowiedzi publicystykę dzieli się na:
- polityczną
- społeczną
- kulturalną
- naukową
- ekonomiczną.

Niemal wszystkie występują również w publicystyce radiowej i telewizyjnej (choć w telewizji np. terminem „felieton filmowy” oznacza się z reguły dowolną wstawkę filmową do programu studyjnego). Niemniej jednak, nowe środki przekazu mają również specyficzne dla siebie podgatunki publicystyczne (np. talk-show).
Elementy publicystyki znaleźć można również w literaturze pięknej oraz w innych rodzajach twórczości, jak film (kronika filmowa, plakat filmowy) czy plastyka (niektóre rodzaje plakatu, karykatura itd.).